# ویلیامز ۱۷۶۳
سیارک ۱۷۶۳ (به انگلیسی: 1763 Williams، نامگذاری:1953TN2) هزار و هفتصد و شصت و سومین سیارک کشف شده‌است که در ۱۳ اکتبر ۱۹۵۳ کشف شد.
قدر مطلق سیارک برابر ۱۲٫۶۰ است.